# Михайленко, Василий Иванович
Васи́лий Ива́нович Михайленко (1929, с. Рулиха, Шемонаихинский район, Семипалатинский округ, Казакская АССР, СССР — ?) — комбайнёр колхоза имени Жданова Шемонаихинского района Восточно-Казахстанской области Казахской ССР, Герой Социалистического Труда (1966).

## Биография
Родился в 1929 году в селе Рулиха Шемонаихинского района Семипалатинского округа (ныне — Восточно-Казахстанская область, Казахстан) в крестьянской семье. По национальности русский.
В 1942 году (в 13 лет) трудоустроился в колхоз имени Жданова Шемонаихинского района Восточно-Казахстанской области Казахской ССР. В 1947—1950 годах трудился учеником токаря и токарем в Авроринской машинно-тракторной станции (МТС). В 1950—1955 годах служил в армии, после демобилизации до 1958 года — комбайнёр в МТС, а с 1958 года и до выхода на заслуженный отдых — комбайнёр колхоза имени Жданова Шемонаихинского района.
Указом Президиума Верховного Совета СССР от 23 июня 1966 года «за увеличение производства и заготовок зерна, кормовых культур и высокопроизводительное использование сельскохозяйственной техники» удостоен звания Героя Социалистического Труда с вручением ордена Ленина и золотой медали «Серп и Молот».
Жил в Шемонаихинском районе Восточно-Казахстанской области (Казахстан).
Награждён орденом Ленина (23.06.1966), медалями.